# シカイアナ環礁
シカイアナ環礁（英語: Sikaiana）は太平洋南西部ソロモン諸島の環礁。一般的にはスチュワート諸島と呼ばれる。

## 地理
ソロモン諸島のマライタ島北部から東に212km程の位置にあり、南緯8度25分、東経162度52分の位置に位置している。14km程の大きさで礁湖は完全に珊瑚礁に囲まれ、合計の陸地面積は2km2である。
環礁の本島は東端にあり、シカイアナ島と呼ばれている。環礁西部にはTehaolei、Matuiloto、Matuaviなどの島がある。環礁にはTe PalenaとHakatai'atataの2つの人口の島がある。環礁では安全な投錨地が存在しないため、しばしば交通が遮断される。
行政的にはシカイアナはソロモン諸島マライタ州の辺縁部である。シカイアナ環礁の住民はおよそ300名ほどであり、減少傾向にある。

## 歴史
1856年、ハワイはシカイアナ環礁の主権を提案され、枢密院は譲渡を受け入れるために投票を行った。ハワイ王カメハメハ4世はこれを承認し、ハワイの王権を打ち立てたとされる。しかし、ホノルルからシカイアナへの距離が離れすぎていて行政は不可能で、譲渡はまったく形骸的なものであった。
一部の住民はハワイ先住民やアメリカ国民であると主張している。これらの住民によれば、シカイアナ環礁は1856年にカメハメハ4世に譲渡されており、このため1898年にアメリカ合衆国にハワイ併合が行われた際も環礁はハワイ王国の一部であったとしている。 アメリカの見解は異なり、1898年の法で「ハワイ諸島とその依存関係地」のみを併合し、法では「依存関係地」をハワイ委員会で報告された諸島と定義しており、スチュワート諸島は含まれないと主張している。1996年に一部の住民はハワイでの投票登録を要請したが、ハワイ人主権選挙審議会（Hawaiian Sovereignty Election Council）によって適用は却下された。

## 註
1. ↑  "U.S. Insular Areas: Application of the U.S. Constitution" (pdf). Report to the Chairman, Committee on Resources, House of Representatives. United States General Accounting Office. November 1997. Page 39, footnote 2.

- Portions of the Book of Common Prayer in Sikaiana, 1932 Anglican liturgical document in Sikaiana.
- The US Position concerning Sikaiana is stated on page 39 in footnote 2.
- Oceandots - ウェイバックマシン（2010年12月23日アーカイブ分）